# Groupe isogénique
Un groupe isogénique est un groupe de chondrocytes, tous formés par division d'une seule cellule progénitrice. On le trouve dans le cartilage hyalin et le cartilage élastique et il se développe par croissance interstitielle . La région qui entoure un groupe isogénique se distingue par une basophilie plus grande et se colore de façon plus foncée dans les préparations. On parle alors d'un territoire. On décrit le groupe isogénique et le territoire comme un chondrone. Entre les chondrones se trouve la zone interterritoriale qui apparaît plus claire.
Il existe deux types de groupes isogéniques :
- les groupes isogéniques coronaires, responsables de la croissance en largeur
- les groupes isogéniques sériés, responsables de la croissance en longueur

## Sources et références
1. ↑  Wheater's Functional Histology, 6th ed. Young, O'Dowd and Woodford.
2. ↑  « Cartilage », sur www3.unifr.ch (consulté le 18 septembre 2021)